# Tonbridge (stacja kolejowa)
Tonbridge (ang: Tonbridge railway station) – stacja kolejowa w miejscowości Tonbridge, w hrabstwie Kent, w Anglii. Jest to węzeł dwóch ważnych szlaków podmiejskich; South Eastern Main Line do Ashford, Ramsgate i Dover i Hastings Line do Royal Tunbridge Wells i Hastings, a także odgałęzienie do Redhill. Stacja obsługuje ok. 2 985 822 pasażerów rocznie (dane za rok 2021/2022). Stacja jest obsługiwana przez Southeastern i Southern. Istnieją cztery tory, jednak tor 4 jest używane tylko od czasu do czasu, w godzinach szczytu.

## Perony
Tory 1 i 2 znajdują się przy peronie wyspowym
- Tor 1 dla pociągów do/z Redhill i London Bridge (które kończą się tutaj od zachodu) i do/z Maidstone West i Strood (które kończą się tutaj ze wschodu). Czasami pociągi do Sevenoaks i Londynu toru nr 1.
- Z toru nr 2 odjeżdżają pociągi do Sevenoaks i Londynu.

Tory 3 i 4, również znajdują się przy peronie wyspowym, jednak tor 4 jest torem czołowym
- Tor 3 obsługuje wszystkie pociągi do/z Tunbridge Wells i Ashford
- Tor 4 obsługuje kilka pociągów do/z Londynu

## Linie kolejowe
- South Eastern Main Line
- Hastings Line
- Redhill to Tonbridge Line